# Matlak
Matlak – rzeka, prawy dopływ Wissy o długości 18,7 km.
Płynie w województwie podlaskim na terenie gmin: Stawiski, Przytuły i Radziłów.